# عشق پانچ
لاو پانچ (انگلیسی: The Love Punch) یک فیلم در ژانر کمدی و کمدی رمانتیک به کارگردانی جوئل هاپکینز است که در سال ۲۰۱۳ منتشر شد.

## بازیگران
- پیرس برازنان
- اما تامپسون
- لوران لافیت
- لوئیز بورگوئن
- ماریسا برنسون
- تیموتی اسپال
- تاپنس میدلتون
- سلیا ایمری
- الن تامس
- جولی اردن
- لیندا هاردی